# Échantillonnage de commodité
L'échantillonnage de commodité (aussi connu sous le nom d'échantillonnage à l'aveuglette ou accidentel) est un type d'échantillonnage non probabiliste où l'échantillon est constitué des personnes les plus faciles à joindre.
Bien qu'il puisse être utile en l'absence d'autres options, l'échantillonnage de commodité est peu souvent recommandé par les agences statistiques officielles en raison de l'erreur d'échantillonnage qui y est associée et de la piètre représentativité de la population visée. En effet, la rapidité de cette méthode se fait souvent au détriment de son exactitude, les données recueillies étant souvent peu représentatives de la population et biaisées. Cela dit, ces risques peuvent être amoindris lorsque la taille de l'échantillon augmente.

## Avantages
L'échantillonnage de commodité peut être utilisé facilement. Il s'agit d'une méthode rapide, simple, facilement applicable, et peu coûteuse.

### Collecte de données accélérée
Lorsque le temps est une contrainte de première importance, l'échantillonnage de commodité permet de recueillir des données rapidement, peu de préparation étant nécessaire à sa réalisation. Ce type d'échantillonnage peut également être utile lorsque les chercheurs doivent obtenir des données préliminaires, par exemple afin de rapidement cerner certaines tendances ou encore pour émettre des hypothèses en vue de recherches futures qui ne porteraient pas seulement sur la population locale ou facile d'accès.

### Simplification des recherches
Lorsque la représentativité de l'échantillon n'est pas primordiale, les chercheurs peuvent choisir de récolter leurs données de la façon la plus pratique pour ensuite rapidement se concentrer sur les autres aspects de leur étude, tels que l'analyse des résultats. Dans certains cas, elles peuvent être obtenues à l'intérieur de quelques heures, ce qui n'est pas le cas lorsque les participants sont méticuleusement sélectionnés et interrogés.

### Mise en œuvre
L'échantillonnage de commodité se fait à l'aide des individus à portée de main, ce qui le rend plus facile à mettre en œuvre. Il n'y a généralement pas besoin d'effectuer de longs déplacements afin de rejoindre la population visée. Il est donc aisé de trouver un échantillon de la taille voulue pour l'étude en cours.

### Coût
Un des aspects cruciaux de l'échantillonnage de commodité est son faible coût. En économisant lors du prélèvement d'un échantillon, il est possible de dédier davantage de ressources financières aux autres aspects du projet de recherche. Il arrive parfois également que cette méthode soit utilisée pour obtenir des résultats rapides mettant en évidence le besoin d'un financement accru pour réaliser une étude plus approfondie et plus rigoureuse. Il est alors plus simple de justifier la demande de ces ressources additionnelles, résultats à l'appui.

## Inconvénients
En dépit de son aspect pratique, les faiblesses de l'échantillonnage de commodité peuvent justifier l'exercice de discernement dans son utilisation.

### Biais
Les résultats de l'échantillonnage de commodité ne peuvent pas être généralisés à la population ciblée en raison du biais potentiel introduit par la sous-représentation de certains sous-groupes, voire leur exclusion totale (ce qui est notamment le cas des personnes n'ayant pas accès à Internet dans le cadre d'un sondage en ligne). En outre, ce biais ne peut pas être mesuré. Par conséquent, toute forme d'inférence statistique sur la base de l'échantillon doit être limitée à l'échantillon lui-même.

### Puissance
Les échantillons de commodité ont souvent une puissance trop faible pour pouvoir détecter des différences entre les sous-groupes de la population étudiée.

### Mesure de l'erreur d'échantillonnage
L'échantillonnage de commodité rend impossible le calcul de l'erreur d'échantillonnage due à la variabilité de la population visée. En effet, la probabilité qu'un individu donné soit échantillonné est inconnue, tel que pour l'ensemble des méthodes d'échantillonnage non probabiliste,.